# Nuit des Longs Couteaux (Suisse)
Pour les articles homonymes, voir Nuit des Longs Couteaux (homonymie).
La Nuit des longs couteaux est le nom familièrement donné en Suisse, par dérision, à la nuit précédant l'élection des conseillers fédéraux par l'Assemblée fédérale.

## Histoire
En Suisse, le Conseil fédéral (gouvernement) est élu par l'Assemblée fédérale (parlement). Ses sept membres sont issus de divers partis (selon une répartition essentiellement proportionnelle et en principe guidée par un consensus entre les principaux partis). Cette fusion des tendances antagonistes dans un même collège gouvernemental porte le nom de « formule magique ».
La veille de cette élection, qui a lieu tous les quatre ans (en décembre) ou après la démission d'un conseiller fédéral, est l'occasion de toutes sortes de combinaisons, d'alliances et de trahisons de dernière minute entre les différents partis. Pendant longtemps, les élections ne portaient que sur le choix des personnes mais, avec l'affirmation du clivage politique gauche-droite et les changements de l'équilibre politique — affaiblissement du centre-droit, montée de l'Union démocratique du centre (droite) et du parti socialiste suisse (gauche) —, ces manœuvres tactiques, réelles ou supposées, portent aussi sur la présence des partis politiques au gouvernement.
Les coups de théâtre électoraux (par exemple la non-élection du favori) sont souvent présentés comme le fruit de ces conspirations de dernière minute. Ainsi, le renouvellement intégral du Conseil fédéral de 2003 a vu l'élimination de la conseillère fédérale Ruth Metzler-Arnold (Parti démocrate-chrétien) et la non-élection de la candidate radicale Christine Beerli au profit de Hans-Rudolf Merz. Certains opposants y ont vu la preuve d'un complot anti-féminin. De même, le renouvellement intégral de 2007 a vu l'élimination du candidat UDC Christoph Blocher au profit de la Grisonne UDC Eveline Widmer-Schlumpf, à la suite de nombreuses alliances tactiques d'une nuit.
La première utilisation de l'expression dans le contexte d'une élection au Conseil fédéral remonte à 1983, à propos de la non-élection de Lilian Uchtenhagen, première femme à se présenter au Conseil fédéral en Suisse. Alors qu'elle est la candidate désignée par le Parti socialiste, un accord secret de la majorité bourgeoise, qui ne veut pas de cette femme influente, combattive et considérée comme trop à gauche, aboutit, à la stupéfaction générale, à l'élection d'un inconnu de la politique fédérale, Otto Stich, considéré comme plus consensuel,. La presse utilise d'abord les expressions « la nuit des tavernes » et « la nuit des conspirateurs », avant que n'apparaissent la référence à la nuit des longs couteaux de l'histoire allemande.

## Relativisation
La nuit des longs couteaux est parfois appelée « nuit des petites cuillères », « nuit des petits canifs », « nuit des couteaux en plastique » ou encore, « nuit des couteaux suisses » afin de relativiser la gravité des événements qui s'y déroulent.